# SecuROM
SecuROM es una protección de copia de CD/DVD desarrollada por Sony DADC, usualmente utilizada en videojuegos comerciales para Windows.
SecuROM se especializa en evitar la copia con aparatos en casa, equipos profesionales y de intentos de ingeniería inversa. Las últimas versiones (4 en adelante) previenen que la copia 1:1 CD-R sea posible. Ciertos programas pueden evitar esta protección, pero no pueden copiarla. Mientras que el uso de SecuRom no está tan mal visto como otros sistemas de protección de copia, ha llegado a causar algunos problemas. El programa instala una capa de extensión que, por ejemplo, evita al Explorador de Windows borrar archivos ejecutables de 16 bits.
En 2008, un grupo de consumidores demandó a Electronic Arts por usar SecuROM en su videojuego Spore.